# La Neuville-au-Pont
La Neuville-au-Pont è un comune francese di 599 abitanti situato nel dipartimento della Marna nella regione del Grand Est.

## Società

### Evoluzione demografica
Abitanti censiti